# Данвил (Џорџија)
Данвил (Џорџија) (енгл. Danville) град је у америчкој савезној држави Џорџија. По попису становништва из 2010. у њему је живело 238 становника.

## Демографија
Према попису становништва из 2010. у граду је живело 238 становника, што је 135 (36,2%) становника мање него 2000. године.
| Група             | 2000.       | 2010.       |
| Белци             | 177 (47,5%) | 139 (58,4%) |
| Афроамериканци    | 191 (51,2%) | 93 (39,1%)  |
| Азијати           | 0 (0,0%)    | 0 (0,0%)    |
| Хиспаноамериканци | 0 (0,0%)    | 6 (2,5%)    |
| Укупно            | 373         | 238         |